# Lista de prefeitos de São Pedro da Aldeia
Esta é a lista de prefeitos do município de São Pedro da Aldeia, estado brasileiro do Rio de Janeiro. 
Compreende todas as pessoas que tomaram posse definitiva da chefia do executivo municipal em São Pedro da Aldeia e exerceram o cargo como prefeitos titulares, além de prefeitos eleitos cuja posse foi em algum momento prevista pela legislação vigente. Prefeitos em exercício que substituíram temporariamente o titular não são considerados para a numeração mas estão citados em notas, quando aplicável.
O cargo de prefeito no Brasil, foi criado em 11 de abril de 1835, pela assembleia provincial paulista, em reação aos amplos poderes conferidos pelo Código de Processo Criminal de 1832 às câmaras municipais. Seguiram o exemplo paulista seis províncias do nordeste brasileiro (Alagoas, Ceará, Maranhão, Paraíba, Pernambuco e Sergipe).
Sob a vigente ordem constitucional, essa designação é dada ao funcionário público do Poder Executivo municipal, que exerce seu cargo em função de uma legislatura (mandato), sendo para tanto eleito a cada quatro anos, podendo ser reeleito por mais 4 anos (segundo mandato).
Funções
O poder executivo municipal chefia a administração e comanda os serviços públicos, tendo como comandante o prefeito.
A partir da constituição brasileira de 1934, o cargo de prefeito passou a ser o único, em todo o Brasil, ao qual estão atribuídas as funções de chefe do poder executivo do governo local, em simetria aos chefes dos executivos da União e do estado, portanto, em forma monocrática. Este texto quer dizer que deverá haver harmonia e integração de ação entre as esferas envolvidas sem a intervenção de uma na outra, exceto nos casos previstos na Constituição Federal.
Eleições
O prefeito é eleito por sufrágio universal, secreto, direto, em pleito simultâneo em todo o País, realizado a cada quatro anos, no primeiro domingo de outubro.
E trinta dias após tem lugar o segundo turno, se o eleito em primeiro lugar não atingir 50% dos votos válidos mais um voto, no caso de municípios com mais de duzentos mil eleitores.
Conforme a legislação eleitoral atual no Brasil para tornar-se elegível, exige-se uma série de requisitos;
- Possuir nacionalidade brasileira ou portuguesa (neste caso, o cidadão português deve se encontrar amparado pelo Estatuto de Igualdade entre Portugueses e Brasileiros),
- Título de eleitor em dia e estar em gozo pleno do exercício dos direitos políticos,
- Domicilio eleitoral na circunscrição na qual o candidato se apresenta,
- Filiação partidária,
- Ser alfabetizado (tópico invalidado pela atual constituição brasileira de 1988),
- Desincompatibilização de cargo público — Se ocupa um cargo público deve sair seis meses antes das eleições e voltar caso possa só após seis meses ao pleito eleitoral,
- Renúncia de outro mandado até seis meses antes do pleito e não ser parente afim ou consangüíneo, até segundo grau, ou cônjuge de titular de cargo eletivo; pode, entretanto, ser candidato à reeleição (artigo 14 da Constituição),
- Ter idade mínima de 21 anos.

O prefeito atual é Fábio do Pastel, eleito em sufrágio universal pelo Podemos e atualmente filiado ao Partido Liberal.
| Nº | Nome                                          | Imagem | Partido               | Início do mandato       | Fim do mandato                          | Observações                                |
| 1  | Felipe Lopes Pinheiro                         |        | PRF                   | 9 de julho de 1922      | 29 de agosto de 1923                    | Prefeito nomeado pelo Governador do Estado |
| —  | João José dos Santos Jotta (Interino)         |        | PRF                   | 30 de agosto de 1923    | 8 de junho de 1924                      | Prefeito nomeado pelo Governador do Estado |
| 2  | Manoel Martins Teixeira                       |        | PRF                   | 9 de junho de 1924      | 2 de julho de 1925                      | Prefeito nomeado pelo Governador do Estado |
| —  | Iacopo Francesconi (Interino)                 |        | PRF                   | 3 de julho de 1925      | 10 de outubro de 1925                   | Prefeito nomeado pelo Governador do Estado |
| 3  | Henrique Manoel da Silveira                   |        | PSP                   | 11 de outubro de 1925   | 3 de março de 1927                      | Prefeito nomeado pelo Governador do Estado |
| —  | Iacopo Francesconi (Interino)                 |        | PRF                   | 4 de março de 1927      | 7 de maio de 1927                       | Prefeito nomeado pelo Governador do Estado |
| 4  | Adolfo da Silveira Cardoso                    |        | PSP                   | 8 de maio de 1927       | 31 de dezembro de 1929                  | Prefeito nomeado pelo Governador do Estado |
| 5  | Antônio Lopes Pinheiro                        |        | PDR                   | 2 de janeiro de 1930    | 26 de novembro de 1930                  | Prefeito nomeado pelo Governador do Estado |
| 6  | Lauro Pinheiro Baptista                       |        | PDR                   | 27 de novembro de 1930  | 13 de dezembro de 1935                  | Prefeito nomeado pelo Governador do Estado |
| 7  | Arnaldo Vieira dos Santos                     |        | PAR                   | 14 de dezembro de 1935  | 8 de agosto de 1936                     | Prefeito nomeado pelo Governador do Estado |
| 8  | Felipe Lopes Pinheiro                         |        | PAR                   | 9 de agosto de 1936     | 3 de abril de 1938                      | Prefeito nomeado pelo Governador do Estado |
| 9  | Manoel Pereira Nunes                          |        | PAR                   | 4 de abril de 1938      | 28 de novembro de 1945                  | Prefeito nomeado pelo Governador do Estado |
| 10 | Waldemar de Carvalho Tadio                    |        | UCN                   | 29 de novembro de 1945  | 12 de março de 1947                     | Prefeito nomeado pelo Governador do Estado |
| 11 | Hildegardo Milagres                           |        | UCN                   | 13 de março de 1947     | 15 de outubro de 1947                   | Prefeito nomeado pelo Governador do Estado |
| 12 | Felipe de Macedo Lopes Pinheiro               |        | PSD                   | 16 de outubro de 1947   | 3 de fevereiro de 1951                  | Prefeito eleito em sufrágio universal      |
| 13 | Oswaldo Prisco de Souza Ramos                 |        | PSD                   | 4 de fevereiro de 1951  | 1º de fevereiro de 1955                 | Prefeito eleito em sufrágio universal      |
| 14 | Felipe de Macedo Lopes Pinheiro               |        | PSD                   | 2 de fevereiro de 1955  | 31 de janeiro de 1959                   | Prefeito eleito em sufrágio universal      |
| 15 | Oswaldo Prisco de Souza Ramos                 |        | PSD                   | 1º de fevereiro de 1959 | 31 de Janeiro de 1963                   | Prefeito eleito em sufrágio universal      |
| 16 | Fausto Américo dos Santos Jotta               |        | PSD                   | 1º de fevereiro de 1963 | 31 de janeiro de 1967                   | Prefeito eleito em sufrágio universal      |
| 17 | Waldir da Silva Lobo                          |        | PTB                   | 1º de fevereiro de 1967 | 31 de agosto de 1970                    | Prefeito eleito em sufrágio universal      |
| 18 | José da Rocha Guimarães                       |        | ARENA                 | 1º de setembro de 1970  | 31 de janeiro de 1971                   | Vice-Prefeito eleito no cargo de titular   |
| 19 | Hermínio Joaquim Sampaio                      |        | ARENA                 | 1º de fevereiro de 1971 | 31 de março de 1973                     | Prefeito eleito em sufrágio universal      |
| 20 | Pedro Féo                                     |        | MDB                   | 1º de abril de 1973     | 31 de janeiro de 1977                   | Prefeito eleito em sufrágio universal      |
| 21 | Rubem Arruda Camara                           |        | ARENA                 | 1º de fevereiro de 1977 | 31 de janeiro de 1983                   | Prefeito eleito em sufrágio universal      |
| 22 | Dárcio Toledo Leão                            |        | PDS                   | 1º de fevereiro de 1983 | 28 de novembro de 1988                  | Prefeito eleito em sufrágio universal      |
| —  | José Alberto Jotta de Souza                   |        | PFL                   | 29 de novembro de 1988  | 31 de dezembro de 1988                  | Vice-prefeito eleito no cargo de Prefeito  |
| 23 | Iédio Rosa da Silva                           |        | PMDB                  | 1º de janeiro de 1989   | 31 de dezembro de 1992                  | Prefeito eleito em sufrágio universal      |
| 24 | Rodolfo José Mesquita Pedrosa                 |        | PMDB                  | 1º de janeiro de 1993   | 31 de dezembro de 1996                  | Prefeito eleito em sufrágio universal      |
| 25 | Carlindo José dos Santos Filho                |        | PMDB                  | 1º de janeiro de 1997   | 31 de dezembro de 2000                  | Prefeito eleito em sufrágio universal      |
| 26 | Paulo Roberto Ramos Lobo                      |        | PSB                   | 1º de janeiro de 2001   | 31 de dezembro de 2004                  | Prefeito eleito em sufrágio universal      |
| 26 | Paulo Roberto Ramos Lobo                      | PMDB   | 1º de janeiro de 2005 | 31 de dezembro de 2008  | Prefeito reeleito em sufrágio universal |                                            |
| 27 | Carlindo José dos Santos Filho Carlindinho    |        | PMDB                  | 1º de janeiro de 2009   | 31 de dezembro de 2012                  | Prefeito eleito em sufrágio universal      |
| 28 | Cláudio Vasque Chumbinho dos Santos Chumbinho |        | PT                    | 1º de janeiro de 2013   | 31 de dezembro de 2016                  | Prefeito eleito em sufrágio universal      |
| 28 | Cláudio Vasque Chumbinho dos Santos Chumbinho | PMDB   | 1º de janeiro de 2017 | 31 de dezembro de 2020  | Prefeito reeleito em sufrágio universal |                                            |
| 29 | Carlos Fábio da Silva Fábio do Pastel         |        | PODE                  | 1º de janeiro de 2021   | 31 de dezembro de 2024                  | Prefeito eleito em sufrágio universal      |
| 29 | Carlos Fábio da Silva Fábio do Pastel         | PL     | 1° de janeiro de 2025 | Atualidade              | Prefeito reeleito em sufrágio universal |                                            |